# Émile Gilioli
Émile Gilioli (Parigi, 10 giugno 1911 – Parigi, 19 gennaio 1977) è stato uno scultore francese, uno dei rappresentanti dell'astrattismo francese degli anni '50.

## Biografia
Emile Gilioli è nato a Parigi nel 1911 da una famiglia di calzolai italiani; che vive a Parigi lungo il Canal Saint-Martin. Dopo la prima guerra mondiale, la famiglia si stabilirà Nizza.
Nel 1932, Gilioli seguì dei corsi di arti decorative di Nizza, in particolare con Marie Raymond.
Durante la seconda guerra mondiale è a Grenoble, dove conosce Andry Farcy, curatore del Museo di Belle Arti di Grenoble. Qui scopre il cubismo.
Dopo la guerra, Gilioli si è trasferito a Saint-Martin-de-la-Cluze, vicino a Grenoble, dove apre un suo studio. Nel 1947, espone al Salon des réalités nouvelles Parigi.
A partire dal 1954, partecipa a mostre collettive con altri artisti, come Étienne Martin, Alicia Penalba, Marino di Teana, François Stahly, Simone Boisecq o Jean Weinbaum. Nel 1956 si trasferisce a Vaugirard, dove muore nel 1977. Nella sua ultima casa esiste ancora il suo studio.

## Opere monumentali
- 1946: Memorial di Voreppe;
- 1950: Monumento ai caduti deportati di Grenoble;
- 1951: Monumento a La Chapelle-en-Vercors;
- 1952: Gisant di Vassieux-en-Vercors;
- 1968: Fomntana del Comune Grenoble;
- 1973: Monumento nazionale alla Resistenza del piano dei Glières (Alta Savoia).